# Budhana
Budhana (Hindi बुढाना) ist eine Stadt im indischen Bundesstaat Uttar Pradesh.
Die Stadt ist Teil des Distrikts Muzaffarnagar. Budhana hat den Status einer Kleinstadt (Nagar Panchayat). Die Stadt ist in 18 Wards gegliedert. Sie hatte am Stichtag der Volkszählung 2011 53.722 Einwohner, von denen 28.180 Männer und 25.542 Frauen waren. Die Alphabetisierungsrate lag 2011 bei 64,8 %.